# Massimiliano Allegri
Massimilano Allegri (sinh ngày 11 tháng 8 năm 1967), hay còn được gọi là Max Allegri là một cựu cầu thủ và huấn luyện viên bóng đá người Ý và hiện đang dẫn dắt câu lạc bộ AC Milan. Ông đã giúp Milan giành Scudetto ngay trong mùa giải đầu tiên mà ông dẫn dắt, giúp đội bóng này giành chức vô địch kể từ năm 2004. Sau khi bị Milan sa thải vào đầu năm 2014, trong mùa giải đầu tiên dẫn dắt Juventus sau đó, ông giúp đội bóng giành cú đúp quốc nội và vào tới chung kết UEFA Champions League.

## Sự nghiệp cầu thủ
Sau khi bắt đầu sự nghiệp của mình tại các câu lạc bộ ở các hạng giải bóng đá thấp, trong đó có câu lạc bộ ở quê ông là Livorno, năm 1991 ông gia nhập Pescara đang chơi tại Serie B. Ông đã bắt đầu chơi tốt dần ở hàng tiền vệ cùng với Giovanni Gaelone và đã giúp Pescara thăng hạng Serie A.
Khi Pescara thăng hạng, ông là một trụ cột không thể thiếu. Mặc dù Pescara bị xuống hạng, không có mục tiêu, nhưng ông đã ghi được 12 bàn ở vị trí tiền vệ tại Serie A. Ông chuyển đến Cagliari, sau đó là Perugia và Napoli trước khi trở về Pescara vào năm 1999. Hai năm cuối sự nghiệp (2002-2003), ông chơi cho Pistoiese và Aglianese trước khi giải nghệ vào năm 2003.
Trong sự nghiệp cầu thủ bóng đá của ông không phải là ông không dính líu đến scandal. Trong trận chung kết Coppa Italia năm 2000, ông cùng 6 cầu thủ khác bị phát hiện dàn xếp tỷ số, và đã bị Liên đoàn bóng đá Ý cấm thi đấu 1 mùa giải.

## Sự nghiệp huấn luyện

### Thời gian đầu
Ông Allegri bắt đầu sự nghiệp huấn luyện vào đầu năm 2004, và điểm đến của ông là đội bóng cuối cùng mà ông thi đấu, đó là Aglianese lúc đó chơi ở giải Serie C2. Họ đã có một mùa giải ấn tượng, và sau khi giành quyền thăng hạng, Allegri chuyển đến đội bóng Grosseto. Tại Serie C1, tuy ông đã chứng tỏ được kinh nghiệm với các huấn luyện viên các câu lạc bộ tại Serie C1 khác, nhưng đây lại là mùa giải không thành công với đội bóng ông huấn luyện, và thế là ông bị sa thải vào đầu mùa 2006-07.
Một thời gian sau khi bị Grosseto sa thải, ông được Giovanni Galeone, huấn luyện viên của Udinese và cũng là cầu thủ đá tiền vệ với ông những năm ông bắt đầu sự nghiệp tại Pescara, gọi về làm trợ lý, và trở thành một người trong đội ngũ trợ lý của Gaelone. Thực tế, tuy nhiên ông được chứng minh là không thực hiện đúng luật bóng đá Ý, do ông đã ký hợp đồng với Câu lạc bộ vùng Toscana, khiến Allegri bị đình chỉ huấn luyện trong 3 tháng đầu năm 2008.

### Sassuolo
Tháng 8 năm 2007, ông trở thành huấn luyện viên trưởng đội bóng Serie C1 Sassuolo. Ông đã giúp đội bóng này đăng quang Serie C1 mùa 2007-08 và chính thức được thăng hạng Serie C.

### Cagliari
Ngày 29 tháng 5 năm 2006, ông trở thành huấn luyện viên trưởng của Cagliari thay thế cho Davide Ballardini. Mặc dù có một khởi đầu đáng thất vọng, với năm trận thua liên tiếp trong 5 vòng đầu tiên, ông vẫn được xác nhận bởi chủ tịch Massimo Cellino và sau đó tiếp tục mang lại cho đội bóng của mình lên đến một vị trí giữa bảng xếp hạng trong tháng 12.
Sau chiến thắng 1-0 trước Palermo, ông được ký hợp đồng mới có hiệu lực đến hết 1 tháng 6 năm 2011. Hợp đồng sau đó được tiết lộ là đã được ký kết vào 13 tháng 10 năm 2008, ở giữa cuộc khủng hoảng kinh tế thế giới 2008..
Mùa giải 2008-09 ông giúp đội bóng kết thúc ở vị trí thứ 9. Đây được xem là một kết quả tốt, đối với nguồn lực hạn chế, thiếu các cầu thủ lớn và chất lượng tốt của phong cách bóng đá tấn công của Cagliari.
Mùa giải 2009-10, ông tiếp tục giúp đội bóng có một kết quả cao ở giữa bảng xếp hạng mặc dù mất tiền đạo chủ lực Robert Acquafresca.
Ngày 13-4-2010, ông bất ngờ bị ban lãnh đạo sa thải mặc dù đứng an toàn ở vị trí thứ 12 với 40 điểm và người thay thế là huấn luyện viên đội trẻ Giorgio Melis.

### Milan
Sau khi bị Cagliari sa thải, ông được AC Milan dòm ngó. Ngày 25 tháng 6 năm 2010, ông được Milan bổ nhiệm làm huấn luyện viên trưởng. Trong mùa giải đầu tiên ông dẫn dắt Milan đến danh hiệu vô địch đầu tiên của họ kể từ năm 2004, đánh bại đương kim vô địch Internazionale trong cả hai trận sân nhà và sân khách. Đội bóng của ông, tuy nhiên, không thể vượt qua vòng bán kết của Coppa Italia, thua Palermo 4-3 chung cuộc. Và tại đấu trường châu Âu, ông bị loại bởi Tottenham. 

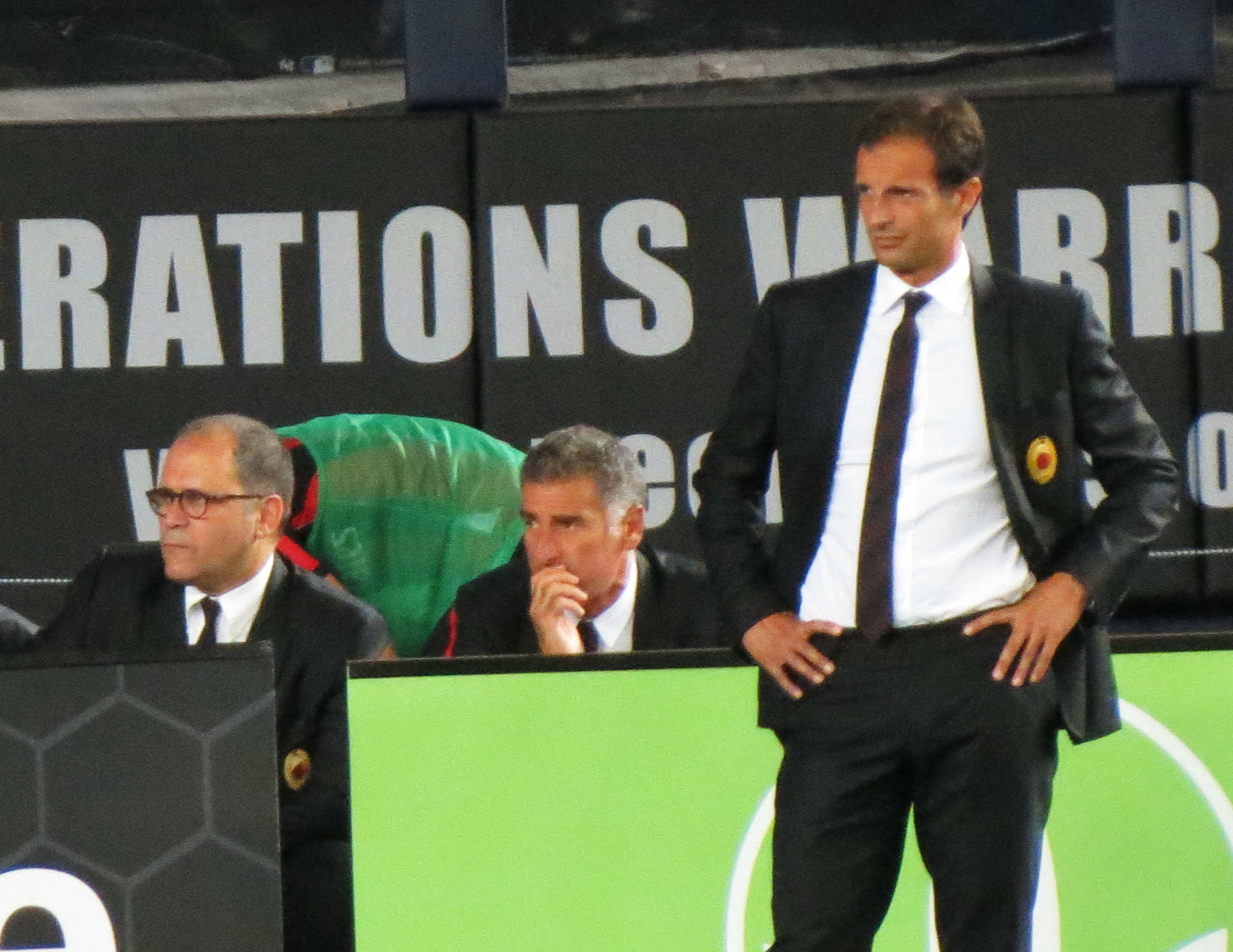
Allegri và trợ lý của ông Mauro Tassotti trong trận đấu giữa Milan và Real Madrid tại sân vận động Yankee ở New York

Tiếp đà thành công, ông cùng các học trò giành được siêu cúp Italia sau chiến thắng 2-1 trước Inter. Mùa giải 2011-12 là một mùa giải tốt của AC Milan. Nhưng họ bị loại tại Bán kết Coppa Italia trước Juventus và bị loại ở tứ kết Champions League trước Barcelona. Rossoneri kết thúc ở vị trí thứ hai sau Juventus và do đó đủ điều kiện dự UEFA Champions League.
Ngày 13 tháng 1 năm 2012, ông gia hạn hợp đồng với Milan đến hết mùa 2013-14. Vào ngày 05 tháng 6 năm 2012, Allegri cho biết ông dự định sẽ huấn luyện 10 năm nữa và dự định nghỉ hưu ở tuổi 55. Ông cũng nói rằng ông hy vọng sẽ huấn luyện đội tuyển quốc gia Italia trước khi nghỉ hưu.
Vào đầu mùa bóng 2012-13, Milan chỉ giành được có 8 điểm trong 7 trận đã đấu, và ông có nguy cơ bị sa thải. Bất chấp chỉ trích, ông vẫn tiếp tục sử dụng các cầu thủ trẻ để thi đấu và chèo kéo Milan từ vị trí thứ 16 lên vị trí thứ 3 sau khi mùa giải kết thúc, được dự vòng play-off UEFA Champions League 2013-14. Vào ngày 02 tháng 6 năm 2013, Silvio Berlusconi xác nhận Massimiliano Allegri vẫn là huấn luyện viên của Milan, mặc dù đã có rất nhiều tin đồn rằng ông sẽ chuyển sang AS Roma và được thay thế bởi cựu cầu thủ của Milan Clarence Seedorf.
Mùa giải 2013-14, Milan thi đấu không tốt, không còn phong độ ổn định như những năm trước. Sau trận thua ngược 4-3 trước Sassuolo, ban lãnh đạo Milan đã sa thải Allegri và thay bằng cựu cầu thủ của Milan Clarence Seedorf..

### Juventus
Ngày 16 tháng 7 năm 2014, ông được Juventus bổ nhiệm làm huấn luyện viên trưởng. Trong năm đầu dẫn dắt, ông đã đưa Juventus giành Scudetto và đưa đội bóng đến trận Chung kết UEFA Champions League 2015. Juventus chỉ chịu khuất phục trước Barca với tỷ số 3-1 vào ngày 6 tháng 6 năm 2015.
Mùa bóng 2015-16, Allegri giúp Juventus giành cú đúp danh hiệu trong nước là Serie A và Coppa Italia. Tháng 5/2016 Allegri gia hạn hợp đồng với Juventus đến năm 2018.

## Thống kê sự nghiệp huấn luyện
Tính đến 26 tháng 5 năm 2019
| Đội       | Quốc gia | Từ                  | Đến                  | Thống kê | Thống kê | Thống kê | Thống kê | Thống kê | Thống kê | Thống kê | Thống kê |
| Đội       | Quốc gia | Từ                  | Đến                  | ST       | T        | H        | B        | BT       | BB       | HS       | % thắng  |
| --------- | -------- | ------------------- | -------------------- | -------- | -------- | -------- | -------- | -------- | -------- | -------- | -------- |
| Aglianese | Ý        | 1 tháng 1 năm 2003  | 30 tháng 7 năm 2004  | 38       | 10       | 13       | 15       | 30       | 35       | −5       | 026,32   |
| S.P.A.L.  | Ý        | 1 tháng 7 năm 2004  | 30 tháng 5 năm 2005  | 40       | 13       | 15       | 12       | 47       | 41       | +6       | 032,50   |
| Grosseto  | Ý        | 19 tháng 7 năm 2005 | 29 tháng 10 năm 2005 | 11       | 2        | 6        | 3        | 9        | 10       | −1       | 018,18   |
| Grosseto  | Ý        | 17 tháng 4 năm 2006 | 29 tháng 10 năm 2006 | 17       | 4        | 9        | 4        | 19       | 18       | +1       | 023,53   |
| Sassuolo  | Ý        | 17 tháng 7 năm 2007 | 28 tháng 5 năm 2008  | 42       | 23       | 6        | 13       | 46       | 32       | +14      | 054,76   |
| Cagliari  | Ý        | 29 tháng 5 năm 2008 | 13 tháng 4 năm 2010  | 74       | 27       | 15       | 32       | 106      | 113      | −7       | 036,49   |
| Milan     | Ý        | 25 tháng 6 năm 2010 | 13 tháng 1 năm 2014  | 178      | 91       | 49       | 38       | 303      | 178      | +125     | 051,12   |
| Juventus  | Ý        | 16 tháng 7 năm 2014 | 26 tháng 5 năm 2019  | 271      | 191      | 43       | 37       | 511      | 195      | +316     | 070,48   |
| Tổng      | Tổng     | Tổng                | Tổng                 | 672      | 362      | 156      | 154      | 1.071    | 622      | +449     | 053,87   |

### Thành tích đạt được
| Giải đấu   | Giải đấu | VĐQG            | Coppa Italia    | Siêu cúp Ý      | Champions League |
| Câu lạc bộ | Mùa giải | Giải trong nước | Giải trong nước | Giải trong nước | Châu Âu (UEFA)   |
| ---------- | -------- | --------------- | --------------- | --------------- | ---------------- |
| Milan      | 2010–11  | Vô địch         | Bán kết         | —               | Vòng 1/16        |
| Milan      | 2011–12  | Thứ 2           | Bán kết         | Vô địch         | Tứ kết           |
| Milan      | 2012–13  | Thứ 3           | Tứ kết          | —               | Vòng 1/16        |
| Milan      | 2013–14  | Thứ 11*         | —               | —               | Vòng 1/16*       |
| Juventus   | 2014–15  | Vô địch         | Vô địch         | Á quân          | Á quân           |
| Juventus   | 2015–16  | Vô địch         | Vô địch         | Vô địch         | Vòng 1/16        |
| Juventus   | 2016–17  | Vô địch         | Vô địch         | Á quân          | Á quân           |
| Juventus   | 2017–18  | Vô địch         | Vô địch         | Á quân          | Tứ kết           |
| Juventus   | 2018–19  | Vô địch         | Tứ kết          | Vô địch         | Tứ kết           |

## Danh hiệu

### Cầu thủ
Livorno
- Coppa Italia Serie C: 1986–87

Aglianese
- Serie D: 2001–02

### Huấn luyện viên
Sassuolo
- Serie C1: 2007–08

AC Milan
- Serie A: 2010–11
- Supercoppa Italiana: 2011

Juventus
- Serie A: 2014–15, 2015–16, 2016–17, 2017–18, 2018–19
- Coppa Italia: 2014–15, 2015–16, 2016–17, 2017–18, 2023–24
- Supercoppa Italiana: 2015, 2018
- UEFA Champions League á quân: 2014–15, 2016–17